# Forst Schmalwasser-Nord

Lage im Landkreis Rhön-Grabfeld

Der Forst Schmalwasser-Nord ist ein 1,69 km² großes gemeindefreies Gebiet im Landkreis Rhön-Grabfeld in der bayerischen Rhön. Das Gebiet ist komplett bewaldet.

## Geografie

### Lage
Der Forst Schmalwasser-Nord liegt westlich der Gemeinde Sandberg mit dem namensgebenden Ortsteil Schmalwasser, in dessen Norden er liegt. Die höchste Erhebung im Forst Schmalwasser-Nord ist der südliche Teil des Feldbergs mit 570 m ü. NN.

### Nachbargemeinden
|                   |                                             |                                                |
| Gemeinde Sandberg | Kompassrose, die auf Nachbargemeinden zeigt | Forst Schmalwasser-Süd (Gemeindefreies Gebiet) |
|                   |                                             |                                                |